# Midye tava
Los mejillones fritos, o midye tava en turco, son un aperitivo típico de Turquía, que consiste en rebozar y freír mejillones, a menudo ensartados. Junto con los mejillones rellenos o midye dolması, es la forma más típica de preparar este marisco en los puestos callejeros de Ankara, Estambul, y otras ciudades.
En la gastronomía turca el midye tava se considera un meze caliente, y un típico acompañamiento de la cerveza. Se distingue del plato franco-belga llamado moules-frites en el método de cocción, pues en este último los mejillones de hierven en agua.

## Preparación
Se hace un rebozado de harina de trigo y agua con gas que puede incluir bicarbonato, huevo, etcétera. Los mejillones se desconchan y se ensartan en brocheta de madera. Se enharina y reboza, y en abundante aceite de oliva caliente se fríe.
Tradicionalmente, se sirve con rodajas de limón y salsa tarator, una salsa espesa de migas de pan viejo, yogur, nueces y ajo.